# Popayán
Popayán est la capitale du département de Cauca, au sud de la Colombie. Elle est surnommée « la ville blanche de Colombie ». Les meilleurs architectes et artisans de l'époque coloniale sont intervenus à Popayán, qui est, avec Carthagène des Indes, l'une des villes les plus importantes de Colombie pour son architecture.
Depuis la période espagnole, de nombreuses communautés religieuses telles que les jésuites, les dominicains, les franciscains, les carmélites et les Augustins ont fait bâtir à Popayán leurs églises ou temples devenus des édifices historiques.
Le musée d'art religieux abrite des objets coloniaux de grande valeur dont une collection d'ostensoirs, unique dans le pays, en or et pierres précieuses.
Popayán, édifiée à la croisée des routes commerciales reliant Quito (Équateur) et les grands ports de la côte des Caraïbes, voit sa position géographique privilégiée favoriser son développement et son prestige. Ses principaux secteurs économiques sont l'agroalimentaire et l'élevage.
Sa population s'élevait à 300 653 habitants en 2009.

## Toponymie
Le mot Popayán provient des dialectes indigènes américains. Il existe plusieurs théories quant à son étymologie. La première affirme que Popayán viendrait de Po (deux), Pa (paille), et Yan (rivière), soit « deux villages aux toits de paille près de la rivière ». Une autre théorie dit que le mot Popayán vient du nom du chef des indigènes Payán, qui aurait vécu sur la Colline des trois Croix. Une troisième théorie, émise par l'historien Arcecio Aragón, attribue l'origine du mot Popayán au langage Quechua : pampa (vallée) et yan (rivière) formeraient « le chemin de la rivière » (allusion à la rivière Cauca).

## Histoire

### Fondation de Popayán
Les conquistadors espagnols, après avoir consolidé leur présence dans les zones côtières de la Colombie, commencèrent l'exploration des régions intérieures. La ville de Popayán fut fondée le 13 janvier 1537 par le conquistador Sebastián de Belalcázar qui lui donna le nom d'un cacique local. 
Popayán était la capitale de la province de Popayán, entité politique et administrative de la Nouvelle-Grenade durant la domination espagnole. Cette province fut dissoute en 1857.

### Batailles de Calibío et de la Cuchilla del Tambo

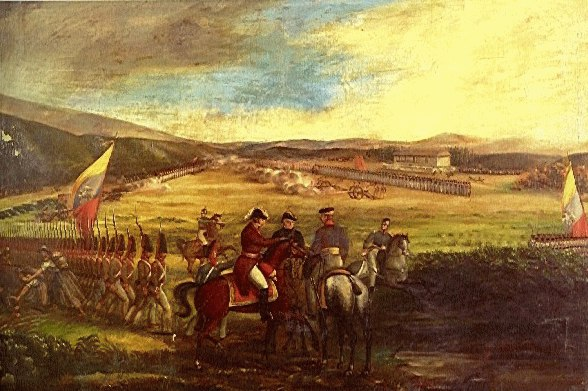
La bataille de Calibío (peinture de José María Espinosa Prieto).

En janvier 1814, la bataille de Calibío, affrontement armé entre les troupes patriotes des Provinces-Unies de Nouvelle-Grenade et les troupes royalistes espagnoles, se solda par la défaite des royalistes, permettant au général Antonio Nariño d'entrer dans Popayán.
Entre décembre 1813 et mai 1814, lors de la campagne de Nariño dans le sud, l'armée d'Antonio Nariño prit la ville de Popayán et les alentours de celle de Pasto.
En 1816, pendant la bataille de la Cuchilla del Tambo entre les troupes indépendantistes de la Nouvelle-Grenade et les forces royalistes espagnoles, des forces royalistes furent envoyées à Pasto pour une offensive sur Popayán. Les forces indépendantistes (700 hommes) et les forces royalistes (1 400 hommes) s'affrontèrent près d'El Tambo, dans l'actuel département de Cauca. L'armée royaliste prit possession de Popayán le 1er juillet 1816.

### District de Nouvelle-Grenade - Conflit armé colombo-équatorien
En 1824, le Congrès de la république de Colombie adopta la Ley de División Territorial de la República de Colombia qui réorganisait le territoire en trois districts, dont le District de Nouvelle-Grenade, ou District du Centre, comprenant, dans le département de Cauca, la province de Popayán.
En 1831, les provinces de Popayán, de Pasto et de Buenaventura furent à l'origine d'un conflit armé, la guerre colombo-équatorienne, ou guerre du Cauca, entre la République de Nouvelle-Grenade et l'Équateur, ce dernier revendiquant le département de Cauca entre autres.

### État fédéral de Cauca
En 1857, la province de Popayán fusionna avec les provinces de Pasto et de Buenaventura, entre autres, pour former l'État fédéral de Cauca, division administrative et territoriale de la Confédération grenadine, puis des États-Unis de Colombie. Popayán en devint la capitale.

### Essor de Popayán
Très rapidement, la ville prit une grande importance sur les plans politique, culturel et religieux. Plus de présidents colombiens viennent de Popayán (17 en tout) que de toute autre ville de Colombie, ainsi que de nombreux poètes, peintres et compositeurs. De plus, Popayán abrite l'Université du Cauca (fondée en 1827), l'une des plus anciennes de la Colombie et des plus distinguées des institutions d'enseignement supérieur. Il existe aussi une Alliance française de Popayán.
Le 31 mars 1983, la ville et de nombreux monuments furent très endommagés par un violent séisme qui dura dix-huit secondes. Les habitants tinrent à entreprendre tous les travaux nécessaires malgré les coûts et la difficulté. Le résultat à ce jour est édifiant, car il n'existe plus de dommages apparents.
Les processions de la Semaine sainte à Popayán, évènement religieux catholique, sont très réputées (troisième ville mondiale pour la Semaine sainte, après le Vatican (Rome) et Séville en Andalousie) et en font un centre touristique international de plus en plus important. 
On appelle parfois Popayán la Jérusalem de l'Amérique Latine.

## Géographie

### Localisation
| \| PopayánCali : 110 km Florencia : 140 km San Juan de Pasto : 150 km Neiva : 160 km Buenaventura : 170 km Tumaco : 250 km Pereira : 280 km Bogota : 365 km Quito : 365 km \| Distance par rapport à d'autres villes, à vol d'oiseau. |
| PopayánCali : 110 km Florencia : 140 km San Juan de Pasto : 150 km Neiva : 160 km Buenaventura : 170 km Tumaco : 250 km Pereira : 280 km Bogota : 365 km Quito : 365 km                                                               |

La superficie de la municipalité de Popayán est de 512 km2. Elle est située à 1 760 m d'altitude, à proximité du volcan Puracé, aux coordonnées 2° 26′ 39″ N, 76° 37′ 17″ O.
La grande ville la plus proche est Cali, dans le département voisin de Valle del Cauca, au nord de Popayán.

### Hydrographie

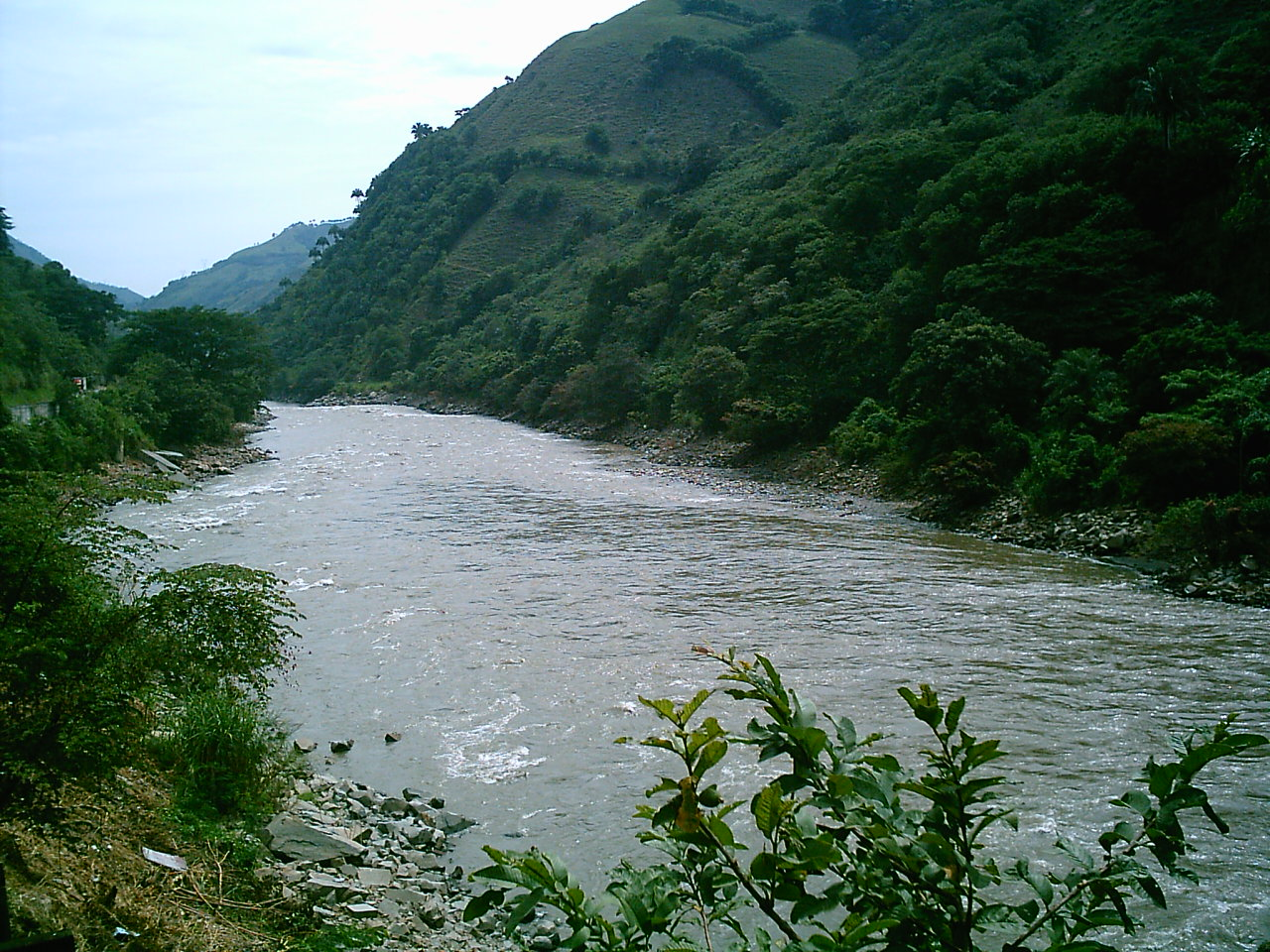
Río Cauca.

La ville est traversée par le río Cauca, principal affluent du río Magdalena, sur plus de 10 km, qui atteint 40 m de largeur en moyenne. Ce fleuve sort de Popayán entre la colline San Rafael et la colline Larga avant d'arriver au río Hondo où il reçoit, à gauche, l'affluent homonyme puis le río Palacé, côté droit, et le río Sucio, côté gauche.
Entrent également dans la ville les ríos Piedras et Negro ainsi qu'environ cinquante autres cours d'eau.

### Climat
Popayán jouit d'un climat doux, les températures variant de 18 à 25 °C. Le temps est agréable tout au long de l'année, mais plus particulièrement de novembre à février et de juin à septembre.
| Mois                                | jan.  | fév.  | mars  | avril | mai   | juin  | jui.  | août  | sep.  | oct.  | nov.  | déc.  | année   |
| ----------------------------------- | ----- | ----- | ----- | ----- | ----- | ----- | ----- | ----- | ----- | ----- | ----- | ----- | ------- |
| Température minimale moyenne (°C)   | 13,2  | 13,3  | 13,5  | 13,7  | 13,8  | 12,8  | 11,9  | 12    | 12,4  | 13,4  | 13,6  | 13,7  | 13,11   |
| Température maximale moyenne (°C)   | 24,1  | 24,3  | 24,6  | 24,4  | 24,3  | 24,6  | 24,9  | 25,1  | 24,8  | 24,1  | 23,8  | 23,9  | 24,41   |
| Record de froid (°C)                | 8,2   | 7,4   | 6,4   | 8,8   | 8,8   | 6,8   | 6,8   | 6,1   | 6,1   | 8,8   | 8,8   | 8     | 6,1     |
| Record de chaleur (°C)              | 29    | 29    | 29,4  | 29    | 29,3  | 29,2  | 29    | 30,1  | 29,6  | 29    | 28,4  | 29,2  | 30,1    |
| Ensoleillement (h)                  | 160,6 | 125,9 | 125,9 | 106,8 | 113   | 147,6 | 172,8 | 162,3 | 129,2 | 108,9 | 121,4 | 140,4 | 1 614,8 |
| Précipitations (mm)                 | 199,8 | 175,7 | 216,4 | 200,9 | 170,7 | 76,9  | 54,8  | 65,9  | 122,7 | 252,6 | 338,5 | 252,3 | 2 127,2 |
| Nombre de jours avec précipitations | 17    | 16    | 19    | 20    | 21    | 14    | 10    | 10    | 15    | 23    | 24    | 21    | 210     |
| Humidité relative (%)               | 80    | 79    | 79    | 80    | 80    | 77    | 71    | 69    | 74    | 80    | 80    | 82    | 77,8    |

| Diagramme climatique                                  |               |               |               |               |              |              |            |               |               |               |               |
| J                                                     | F             | M             | A             | M             | J            | J            | A          | S             | O             | N             | D             |
| 24,113,2199,8                                         | 24,313,3175,7 | 24,613,5216,4 | 24,413,7200,9 | 24,313,8170,7 | 24,612,876,9 | 24,911,954,8 | 25,11265,9 | 24,812,4122,7 | 24,113,4252,6 | 23,813,6338,5 | 23,913,7252,3 |
| Moyennes : • Temp. maxi et mini °C • Précipitation mm |               |               |               |               |              |              |            |               |               |               |               |

## Patrimoine

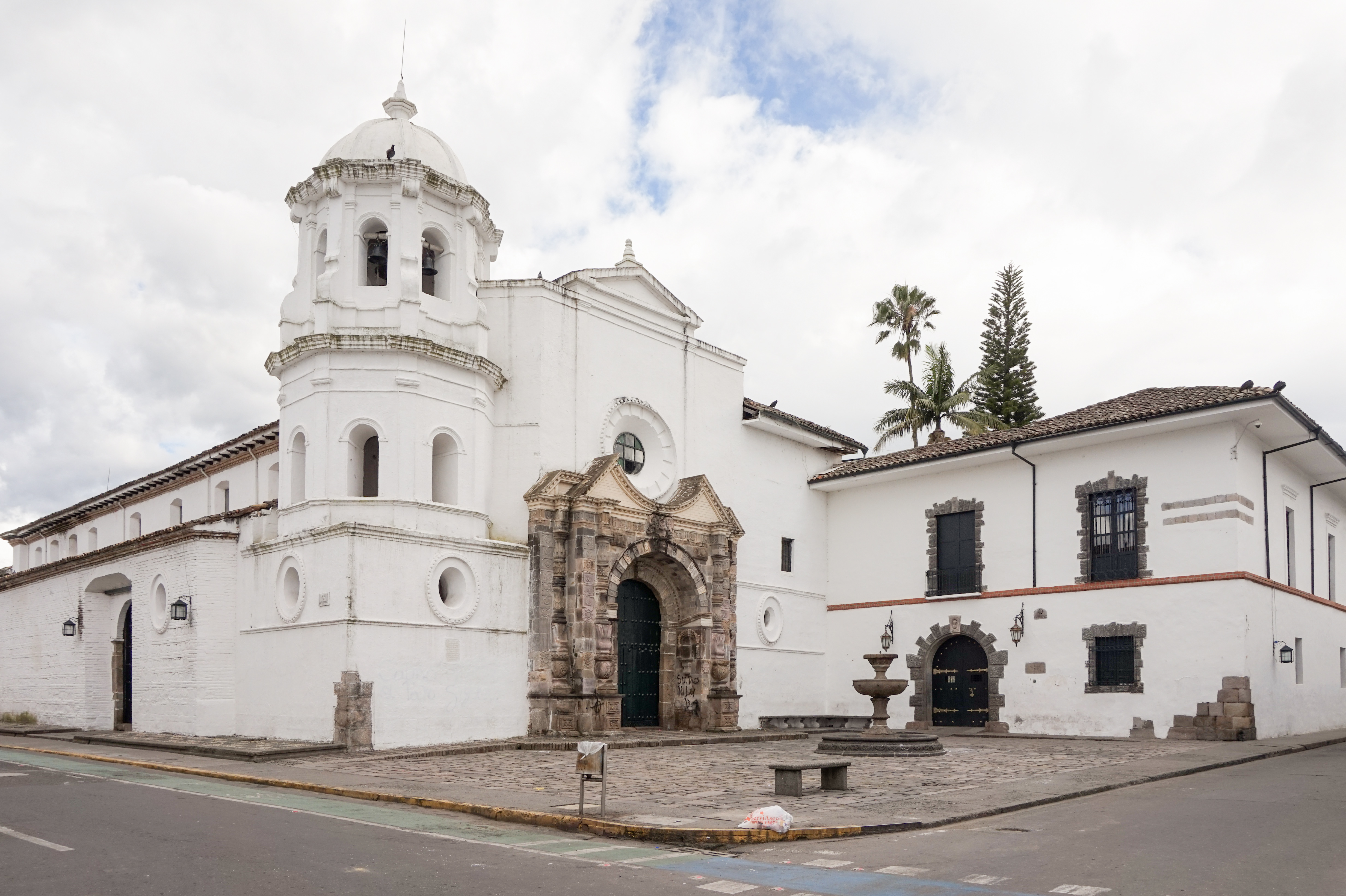
Iglesia de Santo Domingo.

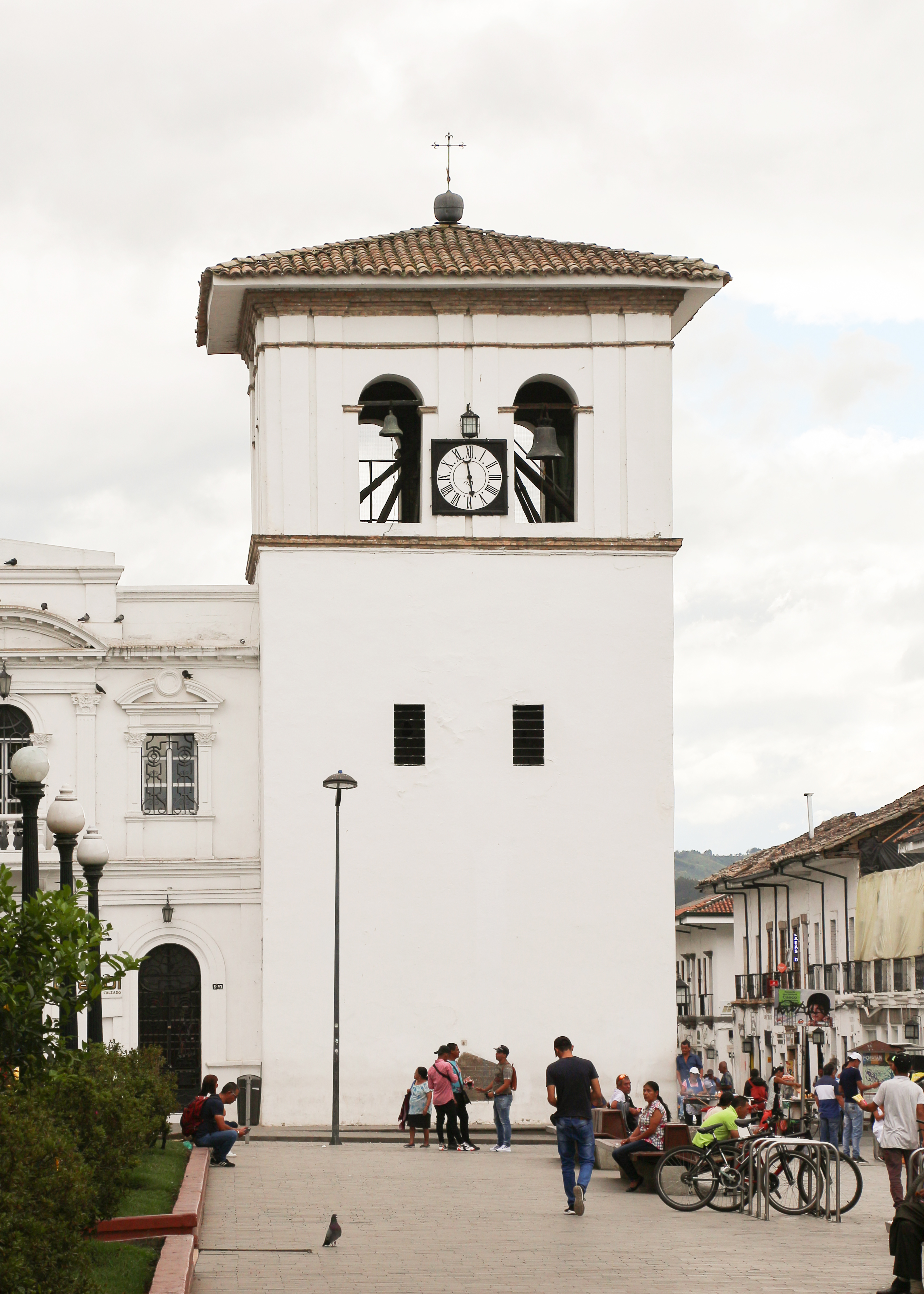
Torre del Reloj.

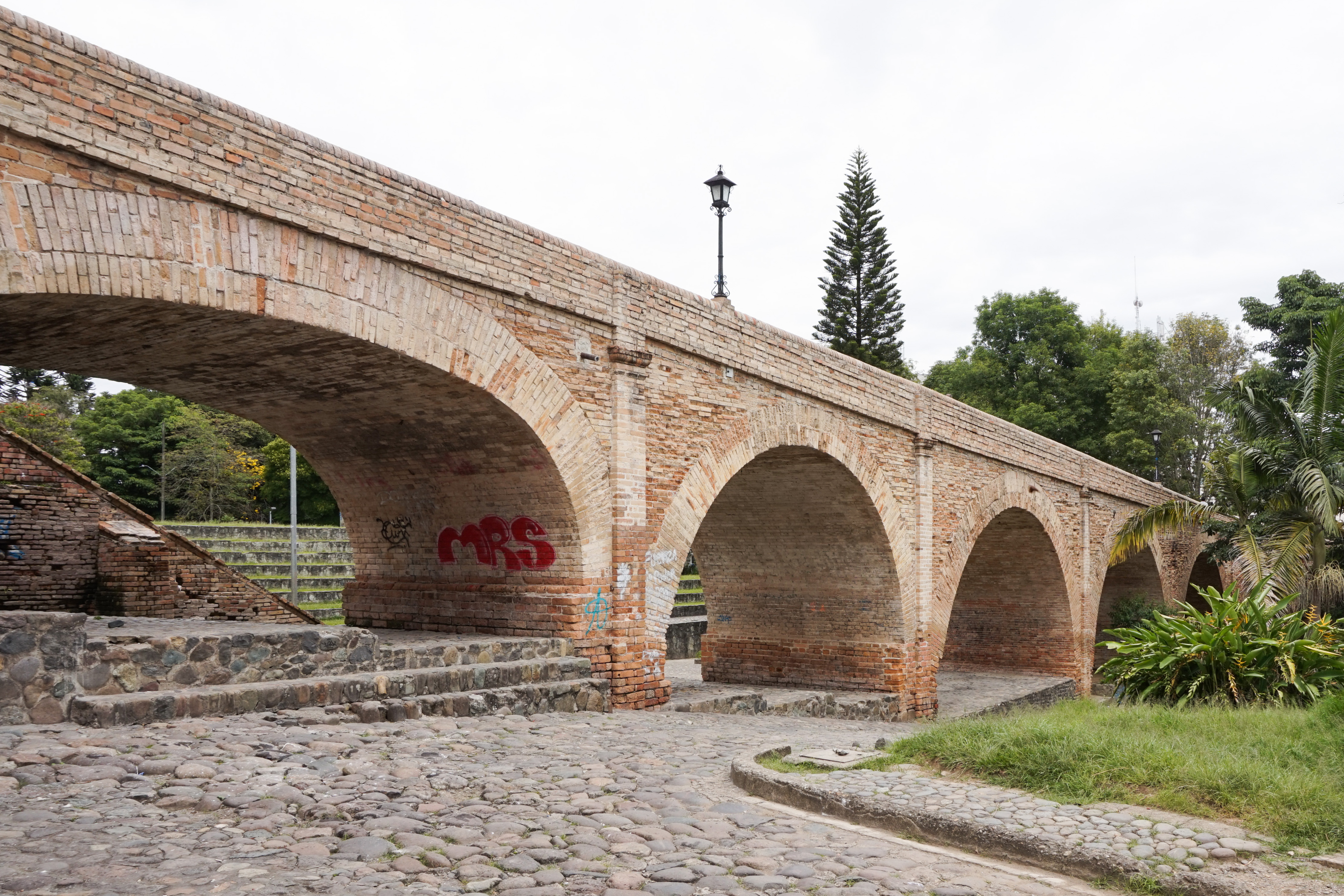
Puente del Humilladero.

Popayán, ville touristique entourée de sites attractifs, abrite de nombreux édifices : églises, chapelles, monastères, musées, théâtres, etc., dont certains furent construits aux XVIIe et XVIIIe siècles : 
- Capilla de Belén : cette chapelle a été érigée sur le site d'une chaumière construite initialement par les Indiens Yanacomas[13] ;
- Capilla de la Ermita : sur le terrain de la chapelle de l'Ermitage, se trouvait autrefois un cimetière où les corps des habitants pauvres de Popayán étaient inhumés[14] ;
- Iglesia de San Agustin : cette église fut endommagée par le tremblement de terre de 1736 et reconstruite grâce aux dons de philanthropes. Un nouveau séisme, en 1827, démolit à nouveau l'église de San Agustin. La structure actuelle date de 1858[15] ;
- Iglesia de Santo Domingo : l'église actuelle est issue de multiples constructions. La première date de 1552, la deuxième eut lieu à la fin du XVIe siècle, lorsque l'ordre dominicain s'installa dans la ville. L'église fut détruite par le tremblement de terre de 1736. Le séisme de 1983 fit s'écrouler une partie de la façade du bâtiment reconstruit[16] ;
- Museo Arquidiocesano de arte religioso : ce musée fut créé par décret de l'archidiocèse, en 1997, afin de protéger les œuvres d'art religieux lui appartenant. Ouvert en 1979, il contient une précieuse collection d'œuvres d'art provenant de diverses institutions religieuses de la ville et de ses environs[14] ;
- Casa Museo Mosquera : ce musée est situé dans une grande demeure coloniale où naquit Tomás Cipriano de Mosquera. L'Université du Cauca fit l'acquisition du bâtiment en 1951. Il abrite la bibliothèque, les archives, les objets historiques et les œuvres d'art ayant appartenu à Tomás Cipriano de Mosquera et à ses héritiers. Actuellement[Quand ?], la Casa Museo Mosquera accueille diverses activités culturelles[17] ;
- Torre del Reloj en français : « Tour de l'Horloge » : construite entre 1673 et 1682, la Torre del Reloj est surnommée le « nez de Popayán ». Après le tremblement de terre de 1983, l'horloge fut restaurée et remise en service[18] ;
- Teatro municipal Guillermo León Valencia : ce théâtre est dans un ancien bâtiment colonial situé Calle 3 - Carrera 7. À côté du théâtre se trouve le Pantéon de los Próceres[19] ;
- Puente del Humilladero : la construction de ce pont, qui enjambe le río Molino, est due à l'architecte et ingénieur Serafín Berbetti, de l'Ordre franciscain, et au chef municipal Rafael García U. Le pont ne coûta que 18 000 pesos or (au lieu des 70 000 prévus) car Serafín Berbetti se contenta bien souvent du gîte et du couvert pour paiement. Le Puente del Humilladero fut mis en service en 1873[20] ;
- Cerro de las Tres Cruces (es) (en français : Colline des trois Croix) : le Cerro de las Tres Cruces s'appuie à la cordillère Centrale, ce qui dut attirer l'attention des conquistadors car ils construisirent la ville de Popayán face à la colline[4] ;
- une ancienne pyramide préhispanique se trouve à Popayán, connue sous le nom d'El Morro del Tulcán. La pyramide El Morro fut construite entre 500 et 1600 av. J.-C. ; elle était déjà abandonnée quand les Espagnols arrivèrent à Popayán en 1535[21]. Une statue du conquistador, Sebastián de Belalcázar, trône sur ce site.

Malgré la modernisation et l'industrialisation, Popayán a su conserver son caractère colonial. Son centre-ville historique et ses édifices entretenus avec soin en font une ville touristique par excellence.

## Sites environnants

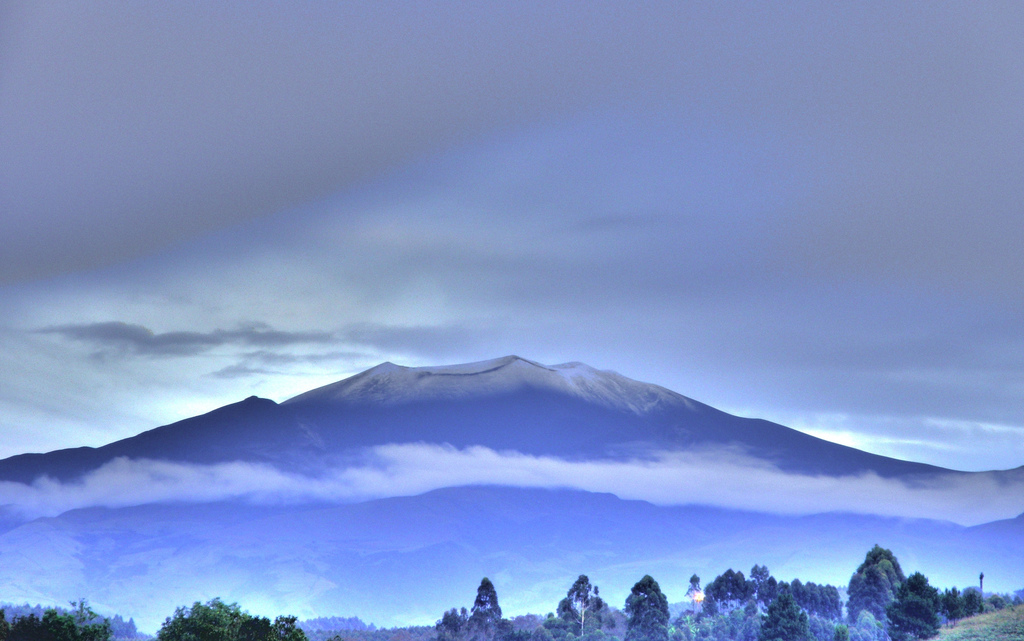
Vue du volcan Puracé depuis Popayán.

- Le volcan Puracé, stratovolcan de la Cordillère Centrale des Andes, se trouve à 25 km au sud-est de Popayán. De fortes éruptions eurent lieu en 1849, 1869 et 1885. Le volcan se manifesta, plus faiblement, en 1977[23].
- Le premier parc national du département de Cauca, le parc national naturel de Puracé, créé en 1961, une des merveilles de l'énergie géothermique avec des sources thermales, des cascades, à partir d'un volcan actuellement inactif dont le parc tire son nom, se trouve à proximité, au sud-est de Popayan.
- Le parc archéologique de San Agustín, dans le département de Huila, à l'est de Popayán, abrite de nombreuses sculptures mégalithiques. Ce site était un lieu sacré pour les Amérindiens[22]. Le parc est inscrit sur la liste du patrimoine mondial de l'UNESCO depuis 1995[24].
- Le Parc national naturel de Munchique, à El Tambo dont le territoire était occupé par les anciens Chisquío[25], est situé à 61 km de Popayán, sur le versant ouest de la Cordillère Occidentale. La diversité de ses zones climatiques en fait un lieu privilégié pour les oiseaux, en particulier les colibris. Plus de quarante cascades, trente rivières et ruisseaux distillent leur fraîcheur à ce parc national qui abrite une flore et une faune d'un grand intérêt ainsi que des espèces menacées[26].

## Arts et culture

### Amo Jesús Nazareno de Puelenje

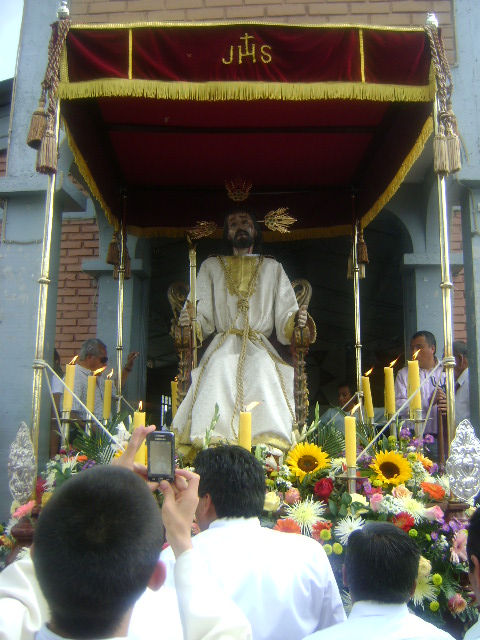
La statue Amo Jesús lors de la procession.

L'Amo Jesús Nazareno de Puelenje est une image catholique se trouvant dans l'église de Puelenje, corregimiento de Popayán. Il s'agit d'une sculpture baroque polychrome en bois représentant Jésus-Christ. Elle a été réalisée au XVIIIe siècle à l'école de Quito.
Cette représentation sculptée accompagne le défilé lors de la procession du Mercredi Saint. Cette fête est célébrée par les habitants de Puelenje pendant quinze jours et comprend des processions, diverses autres cérémonies religieuses ainsi que différents évènements culturels.

### Fiestas de Pubenza
Popayán célèbre les Fiestas de Pubenza au début de l'année, du 5 au 13 janvier. Ces festivités sont données en l'honneur de la grande diversité des origines de la population de la région, dans le même esprit que le Carnaval des Noirs et Blancs à San Juan de Pasto, qui était initialement fêté à Popayán à l'époque où la traite négrière y était répandue. Ces fêtes réunissent les peuples de différentes origines et sont organisées dans le cadre de la lutte contre le racisme.

### Gastronomie

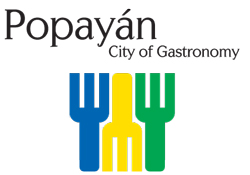
Logo : « Popayán, Ville de la Gastronomie ».

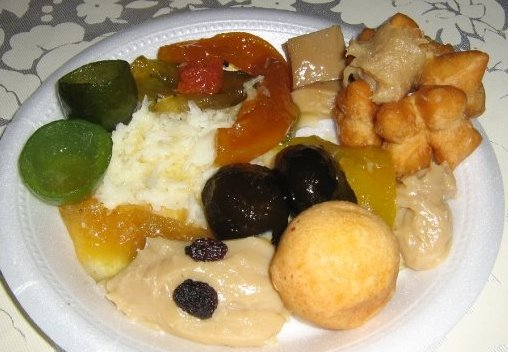
Plat typique de Popayán, plato de nochebuena, généralement dégusté à Noël.

Popayán est la seule ville d'Amérique latine à être déclarée Ville de la Gastronomie par l'UNESCO, en raison de son importante tradition culinaire régionale. Les plats typiques de Popayán sont un mélange de gastronomies espagnole et locale avec des fruits apportés d'Espagne. Le Congrès national de Gastronomie de Popayán se tient chaque année, depuis 2003, au mois de septembre ; il a été reconnu comme un Évènement d'Héritage Culturel par l'UNESCO. Il est géré par l'Association gastronomique de Popayán, qui présente sept autres festivals gastronomiques avec, chaque fois, un pays mis à l'honneur (Pérou, Brésil, Espagne, Chili, Mexique, Italie, France...). Aujourd'hui, ce congrès est le deuxième plus grand du département de Cauca.

## Titres décernés
- En 2005, Popayán fut la première ville nommée « Ville UNESCO de la gastronomie »[28].
- En 2009, les processions de la Semaine sainte à Popayán furent inscrites sur la liste représentative du patrimoine culturel immatériel de l'humanité de l'UNESCO[29].

## Sports

### Football
L'Universitario Popayán est un club colombien de football, basé à Popayán. Il évolue en Primera B. L'équipe du club Universitario Popayán a été engagée pour la saison 2013 du Championnat de Colombie de football D2 (entraîneur : William Libreros ; stade : Ciro López).

### Cyclisme
Popayán fut une ville étape du Tour de Colombie 2012 :
- 6e étape : 18 juin - Cali-Popayán (vainqueur de l'étape : Edson Calderón)[30] ;
- 7e étape : 20 juin - Popayán-Palmira (vainqueur de l'étape : Marco Zanotti)[31].

## Personnalités liées à Popayán

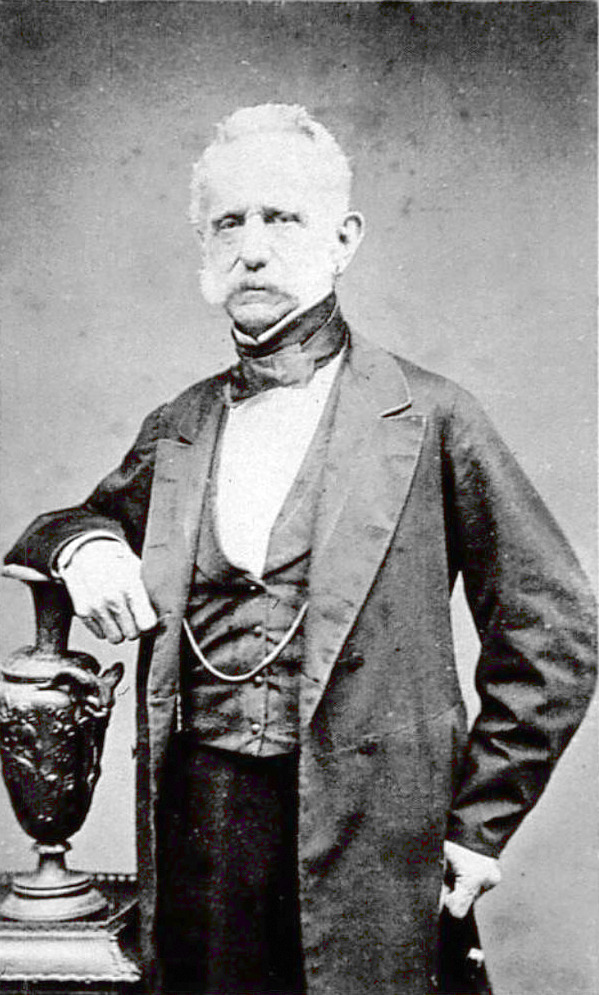
Tomás Cipriano de Mosquera.

### Nées à Popayán
- Camilo Torres Tenorio (1766-1816), avocat, intellectuel et homme politique.
- Francisco José de Caldas (1768-1816), scientifique et patriote.
- Miguel de Pombo (1779-1816), homme politique.
- Tomás Cipriano de Mosquera (1798-1878), quatre fois président de la Colombie.
- Sergio Arboleda (1822-1888), journaliste et homme politique.
- Julián Trujillo Largacha (1828-1883), ancien président des États-Unis de Colombie.
- Diego Euclides de Angulo Lemos (1841-1917), militaire, homme politique, président de la Colombie par intérim.
- Francisco Javier Vergara y Velasco (1860-1914), géographe, cartographe, militaire et historien.
- Guillermo Valencia (1873-1943), poète et homme politique.
- Manuel Quintín Lame (1880-1967), leader indigène de Colombie.
- Edgar Negret (1920-2012), sculpteur.
- Óscar Muñoz (1951-), peintre et sculpteur.

### Autres personnalités liées à Popayán

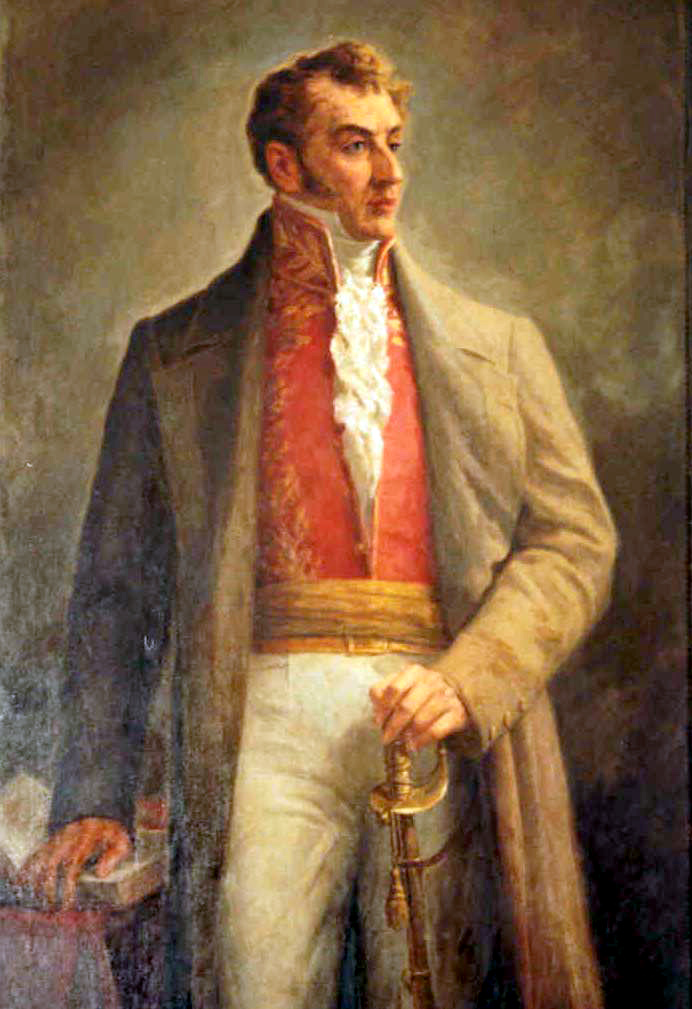
Antonio Nariño (peinture de Ricardo Acevedo Bernal).

- Antonio Nariño (1765-1823), homme politique, militaire et journaliste néo-grenadin. Son armée reprend, en juillet 1813, la ville de Popayán, tombée entre les mains des troupes espagnoles.
- José María Cabal (1770-1816), militaire colombien qui participa à la Guerre d'indépendance de la Colombie. Il fut fusillé à Popayán.
- Joaquín París Ricaurte (1795-1868), militaire et homme politique colombien, l'un des artisans de l'indépendance de la Colombie. Il rejoignit à Popayán les troupes du général José María Cabal lors de la campagne de Nariño dans le sud.
- Ezequiel Hurtado (1825-1890), ancien président des États-Unis de Colombie, mort à Popayán.
- Sergio Angulo (1960-), ancien footballeur colombien qui évoluait au poste d'attaquant à l'Universitario Popayán (1995).

## Relations internationales

### Jumelages
La ville de Popayán est jumelée avec les villes suivantes : 
| Blason | Ville                        | Pays     |
| ------ | ---------------------------- | -------- |
|        | Malaga                       | Espagne  |
|        | Séville                      | Espagne  |
|        | Valence                      | Espagne  |
|        | Murcie                       | Espagne  |
|        | Saint-Jacques-de-Compostelle | Espagne  |
|        | Caltanissetta                | Italie   |
|        | San Juan de Pasto            | Colombie |
|        | Loja                         | Équateur |
|        | Ibarra                       | Équateur |